# Riera de Alforja
La riera de Alforja es un curso de agua intermitente de la comarca española del Bajo Campo (Tarragona). Nace en la cumbre de Alforja, población de la cual toma el nombre. Se nutre de afluentes como las rieras de Riudecols y de Voltes, y los barrancos del Xampany, de la Canaleta, del Llobregat, de Comes y de Rave. Asociados a las dos rieras –las de Riudecols y de Voltes- encontramos los barrancos de Irles, del Mas d’en Cabrer y de Valls. Algunos de estos cursos presentan las características clásicas de las torrenteras de montaña debido a su localización en la cordillera prelitoral –riscos de Arbolí, sierra de Molló y sierra de Puigcerver.

## Datos
Tiene una longitud de 22 km, a los que hay que sumar las longitudes de los once barrancos y rieras que  desembocan. La superficie de su cuenca hidrográfica llega a los 76,625 km². Su forma nos recuerda la de un embudo, la parte superior correspondería a la cuenca de recepción con una gran capacidad de recogida de agua, que después en los tramos medianos y finales no encuentra correspondencia para la evacuación del agua recogida y provoca las temidas inundaciones en caso de lluvias intensas.

## La riera en Cambrils

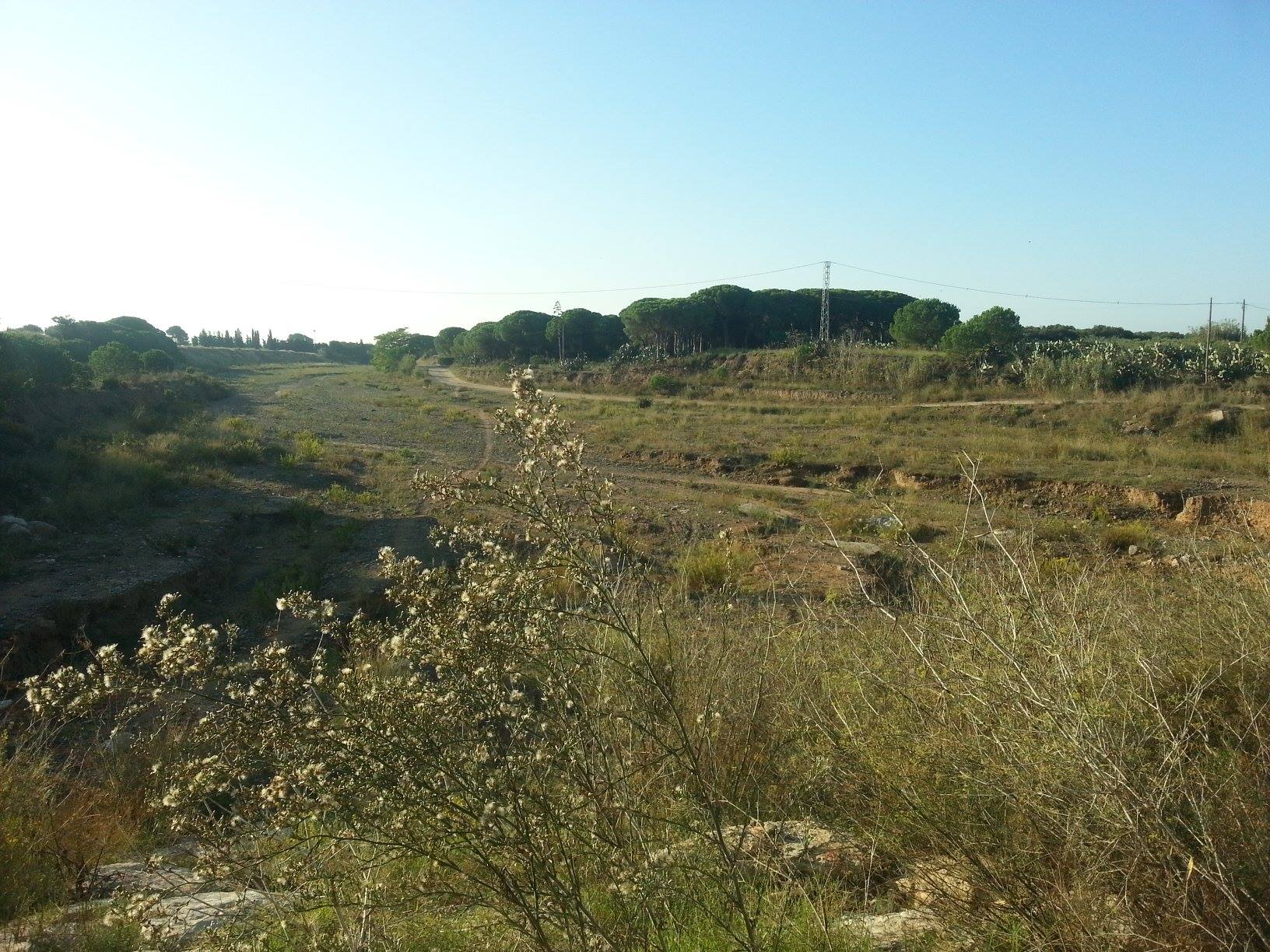
La riera antes de entrar en Cambrils

A su paso por el municipio de Cambrils se integra en el entramado urbano y se convierte en un eje de conexión entre los dos núcleos –la villa y la playa-. En 1974 se inició su canalización, una de las obras públicas más importantes que ha asumido el municipio de Cambrils, puesto que ha cambiado la fisionomía y los usos, transformándola en un espacio útil para el deporte. En el tramo donde se ubica el Ayuntamiento se celebra en diciembre el Cros de Cambrils con el Trofeo Salceda y Castells, competición incluida en la liga de cros de la Federación Catalana de Atletismo.

### Riadas
Ha sido protagonista de varias riadas, en las que el agua ha bajado desatada y ha ocasionado verdaderas catástrofes. Están documentadas las del 14 y 15 de septiembre de 1762, 15 de octubre de 1831 –también conocida como riada de santa Teresa-, 19 y 20 de octubre de 1866 –riada de santa Irene-, 23 de septiembre de 1874 -riada de santa Tecla-, 16 de octubre de 1911, 29 de septiembre y 18 de octubre de 1959, así como la más reciente, la habida el 10 de octubre de 1994.

### Canalización de la riera
Las obras de canalización, que le asignaron una anchura de 30 m y una altura de 3 m, empezaron en abril de 1975 por la empresa TETRAC, S.A., y gestionada y financiada por la Confederación Hidrográfica del Pirineo Oriental. Las obras se realizaron al mismo tiempo que se construía el puente que une el Arrabal de Gràcia y la calle Hospital. Además, se instalaron unas compuertas para disminuir el riesgo de inundaciones. En total, costaron 50 millones de euros, y los muros tienen una altura de 2,60 m. Aun así, la riada del 1994 hundió uno de los muros de contención.

## Referencias

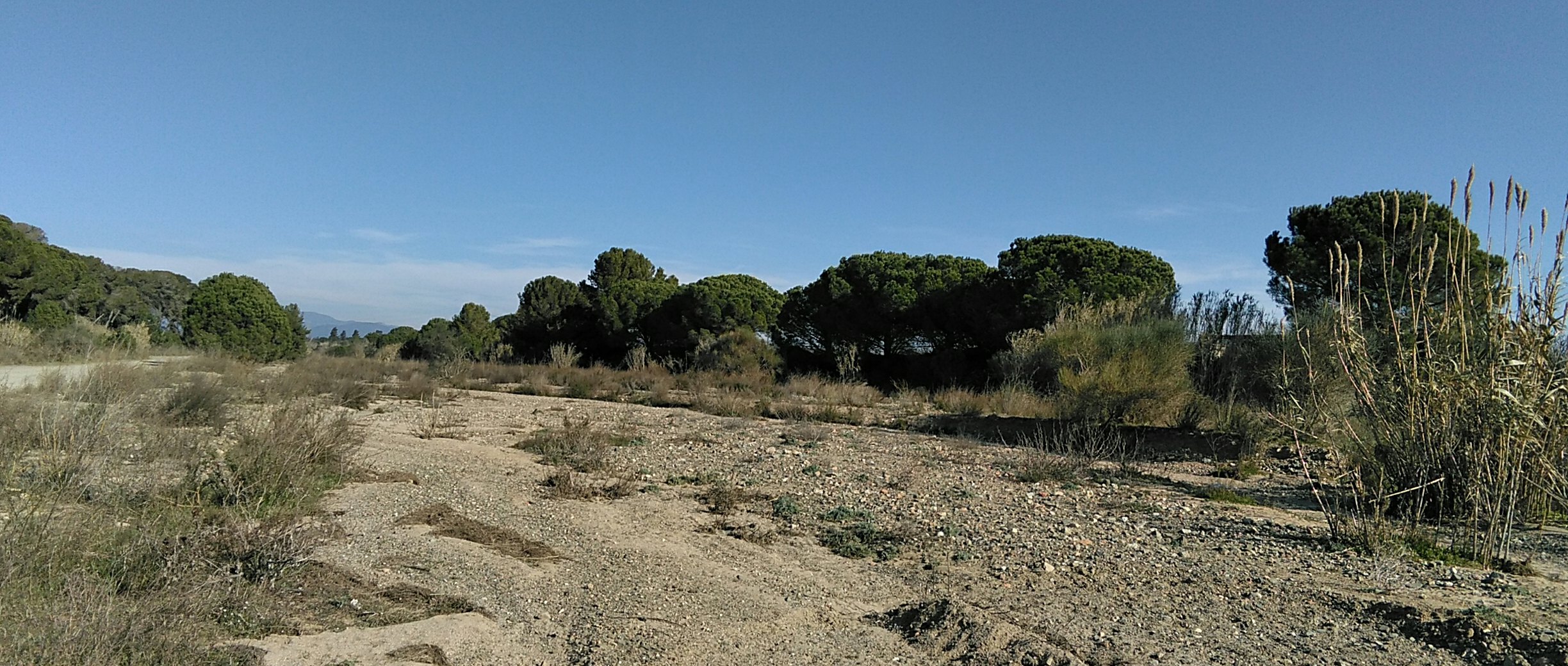
Lecho de la riera de Alforja, a su paso entre los términos municipales de Riudoms y Botarell